# Brahea edulis
Espèce
Classification phylogénétique
Statut de conservation UICN

 EN C1 : En danger
Brahea edulis ou palmier de Guadalupe, est une espèce de la famille des Arecaceae (Palmier) endémique de l'île Guadalupe (Mexique). Brahea edulis est un palmier à feuilles palmées qui mesure entre 4,5 à 13 mètres de hauteur.
La population sauvage entière est constituée de vieux arbres adultes sans régénération observée. Encore récemment, on recensait sur l'île une importante population de chèvres (estimée à 100 000 en 1870, et 5 000 en 2000). La présence de ces chèvres sur l'île empêchait la régénération de Brahea edulis et d'autres arbres endémiques.